# Уэльское пробуждение

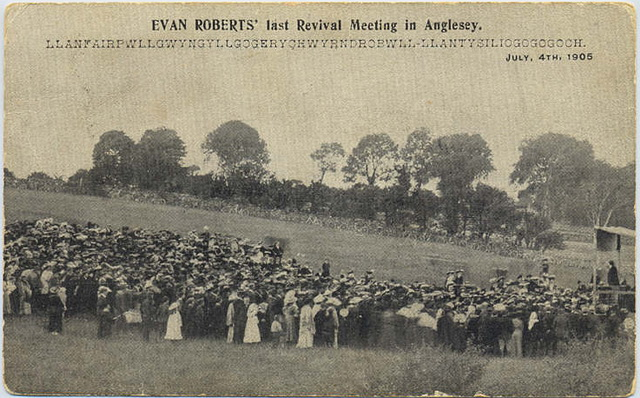
Эван Робертс проповедует на собрании в Лланвайр-Пуллгвингилле, о. Англси (июль 1905 года)

Уэльское пробуждение (также Валлийское возрождение, англ. Welsh revival) — религиозное движение в 1904—1905 годах на юго-западе Великобритании. Движение сопровождалось массовыми религиозными обращениями, богослужениями под открытым небом, спонтанными молитвами и широко освещалось в СМИ. Уэльское пробуждение оказало существенное влияние на зарождающееся пятидесятническое движение; ряд историков называют пробуждение «предшественником пятидесятничества».
В течение последующего десятилетия под влиянием уэльского пробуждения религиозные возрождения проходили в Корее, Индии, Франции, на Мадагаскаре и в других странах, в общей сложности затронув 5 млн человек. По этой причине уэльское пробуждение иногда называют «самым обширным евангельским пробуждением всех времён».

## Пробуждение в Уэльсе

### Предыстория
С середины XVII века и вплоть до 1862 года на юго-западе Великобритании состоялось более 15 крупных пробуждений, благодаря которым Уэльс приобрёл славу «земли пробуждений». Однако к началу XX века религиозная жизнь края сталкивается с проблемами индустриализации, гуманизма и эволюционизма; идеи библейской критики (особенно немецкой) подорвали авторитет Библии, личная вера стала во многом культурной нормой. На волне секуляризации многие верующие методистских, конгрегационалистских и прочих нонконформистских церквей Уэльса живут в ожидании «духовного пробуждения». Ежегодные Кесвикские конференции подогревают подобные ожидания; 5 тысяч участников конференции 1902 года с энтузиазмом принимают обязательство «молиться за пробуждение».

### Начало пробуждения
Уэльское пробуждение обязано своим началом служению трёх валлийских религиозных деятелей — Дж. Дженкинса, С. Джошуа и Э. Робертса.
В январе 1904 года служитель и евангелист методистской церкви в Нью-Ки Джозеф Дженкинс провёл в своей церкви молитвенную конференцию, на которой многие пережили «личное возрождение». Вдохновлённый успехом, Дженкинс посещает ряд окрестных городов и участвует в богослужениях поместных церквей. Число прихожан его церкви в Нью-Ки заметно увеличивается. Особый успех имели богослужения Дженкинса в церкви «Вифания» города Амманфорд в ноябре 1904 года. В декабре того же года Дженкинс посещает Амлух, Ллангевни, Лланерч, Талисарн, Лланлифни, Лланруст, Дэнди, Динорвиг и Бетезду. На его богослужениях обращаются студенты Бангорского университета.
Кесвикская конференция 1904 года прошла в атмосфере всеобщего воодушевления и ожидания пробуждения. Среди спикеров конференции был преподобный Сет Джошуа из Кардиффа. Джошуа был представителем радикального внецерковного уэслиянского движения «Вперёд». После конференции он отправился в поездку по Уэльсу. В сентябре 1904 года Джошуа проводит ряд встреч в городе Ньюкасл Емлин. Участником данных встреч был молодой Эван Робертс, член кальвинистской методистской церкви «Мориа» в Лоугоре, Суонси. Вскоре Робертс становится ключевой фигурой начавшегося пробуждения.

### Служение Робертса

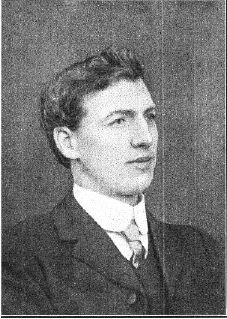
Эван Робертс — лидер Уэльского пробуждения

В сентябре 1904 года 26-летний Робертс поступил в подготовительную школу проповедников в Нькасле. В конце октября, по окончании школы, Робертс сформировал команду из своих друзей и возвратился в родной Лоугор. Практически сразу же здесь начинается пробуждение; число слушателей его проповедей в церкви «Мориа» растёт ежедневно.
Богослужения с участием Эвана Робертса заметно отличались от обычных церковных служб в Уэльсе. Молодой проповедник редко стоял за кафедрой — обычно он ходил взад и вперёд по проходам, проповедуя и задавая вопросы сидящим на скамейках. Проповеди Робертса часто прерывались плачем слушателей, молитвой или смехом. Подобные встречи могли продолжаться до десяти часов, часто заканчиваясь в предрассветные часы утра следующего дня. За несколько месяцев активного служения Робертс провёл более 200 религиозных собраний.

### Социальные преобразования
Очень скоро уэльское пробуждение приковывает внимание национальных средств массовой информации. Репортёры различных изданий прибывают в Уэльс, некоторые из них вскоре свидетельствуют о собственном религиозном обращении. Внимание СМИ становится бесплатной рекламой пробуждения — в Уэльс отправляются множество людей со всей Великобритании и других стран.
Репортёры того времени описывают широкие социальные преобразования во всём Уэльсе, происходящие под влиянием пробуждения. Полиция Кардиффа сообщала, что уровень пьянства снизился на 60 % в течение одного месяца с момента начала возрождения. На Рождество 1904 года главный констебль Кардиффа надел белые перчатки, символизирующие отсутствие в городе тяжелых преступлений. Заметно снизился уровень уличной преступности; полицейские одного из участков закрыли его и образовали хор, выступавший на религиозных собраниях. Множество пивных баров, казино и публичных домов, лишившись клиентов, были вынуждены закрыться. Мосты и стены зданий были исписаны цитатами из Библии, а спрос на Библии заметно превышал предложение. Были отменены ряд спортивных и театральных мероприятий; некоторые регби-клубы были добровольно расформированы своими членами. Выплачивались старые долги, возвращались ранее украденные вещи; железнодорожная компания в Римни получила анонимный денежный перевод за совершённый некогда безбилетный проезд. Администрация больницы Честера сообщила, что была вынуждена отпустить 10 пациентов, страдающих от «религиозной мании».
На улицах и в домах слышалось пение церковных гимнов; в магазинах, школах и фабриках проводились стихийные совместные молитвы. Одна из газет писала:

Каждое утро в 5 часов можно наблюдать одну и ту же картину. Огромное количество шахтёров проводит службу перед уходом домой с ночной смены. «А теперь, ребята, те, кто любят Христа, вверх ваши лампы!» — кричит молодой шахтёр. Тотчас множество огней вздымается вверх, и новая песня благодарности звучит в шахте.
Управляющий одной из шахт рассказывал, что лошади перестали понимать команды своих погонщиков, потому что последние перестали сквернословить.

### Завершение пробуждения в Уэльсе
В феврале 1905 года Уэльское пробуждение встречается с критикой со стороны некоторых традиционных евангельских лидеров. Многие критики фокусируются на фигуре Робертса, который был «чрезмерно чувствительный, нервный и не особо хороший проповедник». Непонимание встречают и некоторые духовные практики на богослужениях, и ряд богословских взглядов Робертса. Весной 1905 года Робертс переживает нервный срыв и прекращает публичные выступления. Несмотря на попытки других лидеров возобновить возрожденческие богослужения, к концу 1905 года уэльское пробуждение постепенно прекращается.

## Последствия и дальнейшее влияние

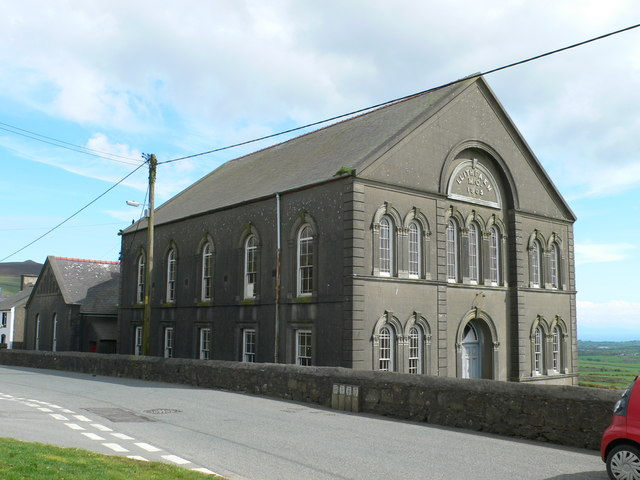
Методистская часовня, на открытии которой в 1905 году проповедовал Э. Робертс

Менее чем за два года пробуждения религиозное обращение пережили около 100 тыс. жителей Уэльса. За это время были проведены тысячи богослужений и открыты множество новых церквей.
Пробуждение лично посетили пасторы из Норвегии, Японии, США, Индии, Южной Африки, Кореи. Участником пробуждения в Уэльсе был Дэвид Ллойд Джордж — будущий британский премьер-министр. Уэльское пробуждение посетил и Вильгельм Фетлер — молодой латышский студент, обучавшийся в то время в колледже Сперджена в Лондоне. В последующие годы своё успешное служение в баптистских церквах Санкт-Петербурга, Риги, Польши и других местах Фетлер связывал с опытом, полученным в Уэльсе.
Многие из тех, кто пережил уэльское пробуждение, впоследствии стали участниками пробуждения на Азуза-стрит. В декабре 1904 год Уэльс посетил Александр Бодди, будущий основатель пятидесятнического движения в Великобритании. Другие британские пятидесятнические лидеры также известны, как «дети уэльского пробуждения». В самом начале пробуждения были обращены братья Стивен и Джордж Джеффрисы, ставшие у истоков церкви «Елим». На рождество 1904 года на проповеди Эванса был обращён Даниель Пауэлл Уильямс, будущий лидер Апостольской Церкви. В Лондоне в 1905 году на проповеди Сета Джошуа был обращён Дональд Джи.
В течение последующего десятилетия под влиянием уэльского пробуждения религиозные возрождения проходили в Корее, Индии, Франции, на Мадагаскаре и в других странах.

## Критика
Уэльское пробуждение было неоднозначно воспринято и критиковалось как некоторыми церковными лидерами, так и светскими публицистами.
Конгрегационалистский служитель Питер Прайс в январе 1905 года описывал пробуждение как «подделку… обман… издевательство, кощунственные пародии». Лидера пробуждения Эвана Робертса называли «гипнотизёром» и «оккультистом» и критиковали его богослужения за чрезмерную эмоциональность. Даже среди сторонников пробуждения были те, кто полагал, что некоторые лидеры пробуждения впали в ересь и заблуждение.

## Уэльское пробуждение в культуре

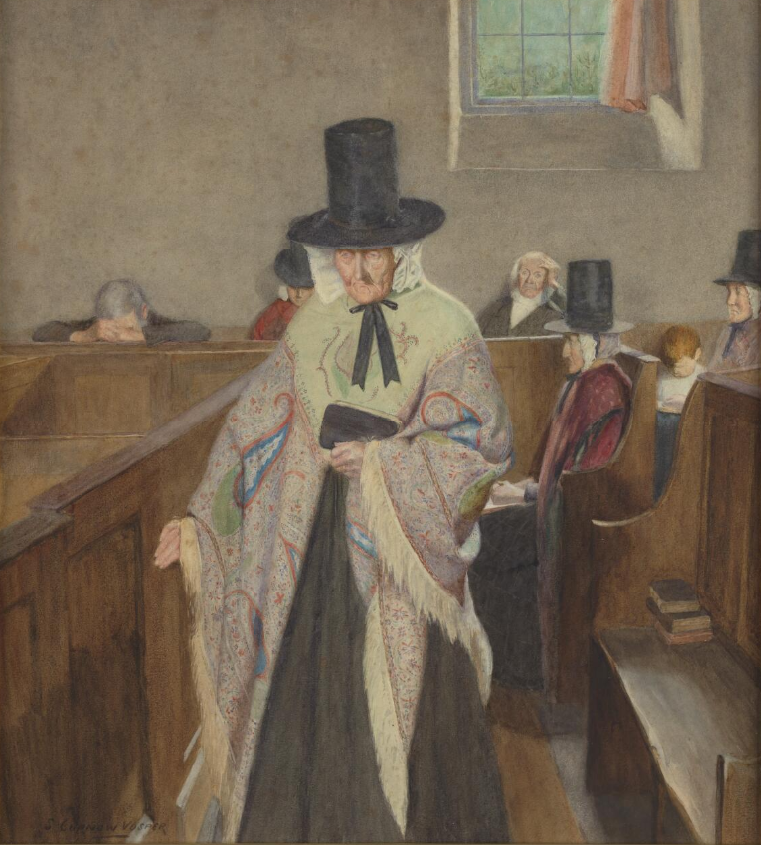
Сидней Курноу Воспер. Салем (вторая версия), 1909

- Современные средства массовой информации связывают популярность акварели Курноу Воспера «Салем» с валлийским общенациональным религиозным возрождением. На ней изображены жители небольшого села на молебне в часовне. Считается, что можно разглядеть изображение дьявола в складках и рисунке на шали женщины на переднем плане акварели[17]
- События Уэльского пробуждения и образ Эвана Робертса использовал католический священник Роберт Бенсон, в качестве прототипа для фигуры антихриста в антиутопии «Князь мира» (1907).
- Валлийский писатель Рис Дэвис был вдохновлён уэльским пробуждением на создание романа «Засохший корень» (1927)
- В 2004 году один из выпусков программы «Хлеб с небес» BBC был посвящён уэльскому пробуждению
- В 2005 году Мэл Поуп создал мюзикл об уэльском пробуждении.